# طارقي سفلي
طارقي سفلي (مقاطعة فاروج) (بالفارسية: طرقی سفلی) هي مستوطنة تقع في Khabushan District في إيران. يقدر عدد سكانها بـ 141 نسمة بحسب إحصاء 2016.